# Roberta Peters
Roberta Peters (Nova Iorque, 4 de maio de 1930 – 18 de janeiro de 2017) foi uma cantora lírica estadunidense, uma especialista em coloratura e no repertório de soprano leggero.

## Biografia
Nascida Roberta Peterman, foi filha única de um vendedor de sapatos judeu e fabricante de chapéus. Ela cresceu no Bronx em Nova Iorque, amando cantar e sonhando e se tornar uma estrela. Seus pais fizeram grandes sacrifícios financeiros para prepara-la para uma carreira na música. Seu avô, que era um camareiro chefe, conheceu o Tenor Jan Peerce, que era um tenor bem conhecido com o Metropolitan Opera. Seu avô convenceu o famoso tenor a escutar a sua neta. Ela estava com treze anos, mas Peerce ficou muito impressionado e arranjou para ela estudar com William Herman, que tinha ensinado muitas estrelas de opera. Herman certificou-se dela ter lições de francês, alemão e italiano, e fê-la cantar a escala de um método de clarinete. Ele certificou-se dela não executar prematuramente, mas, trabalhando com ela por seis anos, finalmente tendo ela cantado para Sol Hurok quando ela tinha 19 anos. Hurok arranjou uma audição com Rudolf Bing, diretor geral do Metropolitan Opera. Bing a fez cantar a segunda ária da Rainha da Noite da Flauta Mágica de Mozart (com seus quatro Fás acima do Dó agudo), sete vezes, escutando de todas as partes do salão para certificar-se que ela poderia encher o salão com o som. Ele programou-a para cantar o papel em 1951.
Mas em 17 de novembro de 1950, ela recebeu um telefonema de Rudolf Bing as 03h00min da manhã, perguntando se ela podia cantar naquela noite. Nadine Conner interprete de Zerlina em Don Giovanni, de Mozart, teve um suave caso de leve intoxicação alimentar e não poderia se apresentar. Ms. Peters, com 20 anos e contratada somente poucas semanas antes na base de uma única audição, nunca tinha cantado com uma orquestra completa, nunca tinha interpretado uma produção de opera completa, nem mesmo executado um estágio, profissionalmente ou de outra maneira, exceto por sua audição. Não era uma expert oficial, mas conhecia o papel e aceitou. O resto, como ela disse, é história. Fritz Reiner, o maestro naquela noite, era conhecido por ser rígido na conduta, mas ele fez uma pausa de boas vindas para preparar Roberta a encorajá-la. Seu desempenho foi recebido com grande entusiasmo, e sua carreira deslanchou.
Combinando uma maravilhosa voz com olhares bem atrativo, Miss Peters tornou-se a queridinha da America uma grande proeminência da opera para a multidão. Ela deu mais que 500 performances no Met em 24 papéis e apareceu em grande numero da transmissão de Voice of Firestone rádio. Ela cantou para cada presidente dos Estados Unidos de John F. Kennedy a Bill Clinton.
O repertorio de Peters no Met incluía quatro operas de Mozart (Don Giovanni, Così fan tutte e dois papéis cada um em Le nozze di Figaro e Die Zauberflöte), uma de Gluck (Orfeo ed Euridice), uma de Beethoven (Fidelio), uma de Rossini (Il barbiere di Siviglia), uma de Bellini (La sonnambula), três de Donizetti (Lucia di Lammermoor, L'elisir d'amore e Don Pasquale), três de Verdi (Rigoletto, Un ballo in maschera e Falstaff), uma de Wagner (Tannhäuser), uma de Offenbach (Les contes d'Hoffmann), uma de Johann Strauss, Jr. (Die Fledermaus), tres de Richard Strauss (Der Rosenkavalier, Ariadne auf Naxos e Arabella), uma de Puccini (Gianni Schicchi) e uma de Menotti (The Last Savage). Apareceu por ultimo com a companhia em 1985, dando duas performances como Gilda em Rigoletto, uma na casa (com o fim da carreira de Aldo Protti no papel titulo) e outra em turnê em Boston.
Com outras companhias, Peters apareceu nas produções de La traviata, de Verdi, Lakmé, de Delibes, Romeu e Julieta, de Gonoud, La bohème, de Puccini (dirigida por seu caro amigo Charles Nelson Reilly) e igualmente em The Bohemian Girl de Balfe (conduzida por Sir Thomas Beecham no Covent Garden). Mais tarde em sua carreira ela adicionou a tarefa como a opereta Die lustige Witwe de Lehar e a apresentação de O Rei e Eu de Rodgers e Hammerstein e O som da música.
Seu repertorio de concerto alcançava a ária do concerto "Popoli di Tessaglia!", de Mozart (com dois Sol acima do Dó agudo) a Vier letzte Lieder, de Richard Strauss mais naturalmente muitas outras canções e árias, as ultimas extraídas naturalmente de seus estágios em papéis, mas também de outras óperas como "Il re pastore de Mozart" e "Hamlet", de Thomas.
Ela foi casada com o cantor Robert Merrill por um mês em 1952. Apesar do fim deste casamento, eles permaneceram amigos e continuaram a cantar juntos por muitos anos. Eventualmente ela casou-se novamente; ela teve dois filhos com seu atual marido Bertram Fields.
Em 1998 ela foi agraciada com a National Medal of Arts.
Morreu em 18 de janeiro de 2017, aos 86 anos, por doença de Parkinson.